# FK Mladá Boleslav
El FK Mladá Boleslav és un club txec de futbol de la ciutat de Mladá Boleslav.

## Història
Evolució del nom:
- 1902 - SSK Mladá Boleslav (Studentský sportovní klub Mladá Boleslav)
- 1910 - Mladoboleslavský SK (Mladoboleslavský Sportovní klub)
- 1919 - Aston Villa Mladá Boleslav
- 1948 - Sokol Aston Villa Mladá Boleslav
- 1949 - ZSJ AZNP Mladá Boleslav (Základní sportovní jednota Automobilové závody národní podnik Mladá Boleslav) - fusionat amb Sokol Slavoj Mladá Boleslav i Sokol Meteor Čejetičky
- 1950 - fusionat amb Sokol Mladoboleslavský
- 1959 - TJ Spartak Mladá Boleslav AZNP (Tělovýchovná jednota Spartak Mladá Boleslav Automobilové závody národní podnik)
- 1965 - TJ Škoda Mladá Boleslav (Tělovýchovná jednota Škoda Mladá Boleslav)
- 1971 - TJ AŠ Mladá Boleslav (Tělovýchovná jednota Auto Škoda Mladá Boleslav)
- 1990 - FK Mladá Boleslav (Fotbalový klub Mladá Boleslav)
- 1992 - FK Slavia Mladá Boleslav (Fotbalový klub Slavia Mladá Boleslav)
- 1994 - FK Bohemians Mladá Boleslav (Fotbalový klub Bohemians Mladá Boleslav)
- 1995 - FK Mladá Boleslav (Fotbalový klub Mladá Boleslav)